# Торчинська волость
Торчинська волость — історична адміністративно-територіальна одиниця Луцького повіту Волинської губернії Російської імперії. Волосний центр — містечко Торчин. Наприкінці ХІХ ст. до складу волості увійшли ряд поселень (Боголюби, Забороль, Милуши, Сириники) ліквідованої Милушівської волості.
Станом на 1885 рік складалася з 30 поселень об'єднаних у 21 сільську громаду. Населення — 11951 осіб (6065 чоловічої статі та 5886 — жіночої), 642 дворових господарства.
Основні поселення волості:
- Торчин — колишнє державне містечко за 24 версти від повітового міста; волосне правління; 101 особа (приватних осіб 3700), 15 дворів, православна церква, єврейський молитовний будинок, поштова станція, пивоварний та винокурний заводи. За 3 версти — німецька колонія Олександрів із лютеранським молитовним будинком. За 4 версти — німецька колонія із молитовним будинком. За 4 версти — німецька колонія Павлів із молитовним будинком. За 4 версти — німецька колонія Юліанів із молитовним будинком.
- Білосток — колишнє державне село, 380 осіб, 50 дворів, православна церква, постоялий будинок, лавка, 2 ярмарки, 2 водяні млини.
- Буяни — колишнє державне село, 240 осіб, 39 дворів, православна церква, постоялий будинок, 2 водяні млини.
- Ватин — колишнє власницьке село, 264 особи, 37 дворів, православна церква.
- Великий Окорськ — колишнє власницьке село, при озері, 140 осіб, 15 дворів, католицька каплиця, постоялий будинок.
- Воютин — колишнє власницьке село, 452 особи, 59 дворів, православна церква, 2 постоялі будинки, водяний млин, вітряк.
- Жуковець — колишнє власницьке село, при болоті, 211 осіб, 21 двір, православна церква, постоялий будинок.
- Літва — колишнє державне село, при болоті, 193 особи, 27 дворів, постоялий будинок, цегельний завод.
- Садів — колишнє державне село, 1120 осіб, 96 дворів, православна церква, школа, 2 постоялих будинки, 2 водяні млини.
- Седмярки — колишнє державне село, 928 осіб, 101 двір, 2 православні церкви.
- Усичі — колишнє державне село, 269 осіб, 32 двори, православна церква, постоялий будинок, водяний млин.
- Шепель — колишнє власницьке село, 492 особи, 46 дворів, православна церква, школа, постоялий будинок, кузня, винокурний завод.

## Під владою Польщі
18 березня 1921 року Західна Волинь відійшла до складу Польщі. Волость продовжувала існувати як ґміна Торчин Луцького повіту Волинського воєводства в тих же межах, що й за Російської імперії та Української держави.
1 квітня 1930 р. з ґміни Торчин до новоутвореної ґміни Княгининок передані села: Княгининок, Немецьке, Милуші, Забороль, Антонівка Шепельська, Вільшани, Серники, Боголюби і Богушівка та колонії: Княгининок, Фальків, Милуші, Олександрівка, Антонівка Стара, Іванівка, Маташівка і Григорівка.
Польською окупаційною владою на території ґміни інтенсивно велася державна програма будівництва польських колоній і заселення поляками. На 1936 рік ґміна складалася з 35 громад:
1. Білисток — село: Білосток;
2. Богумилів — колонії: Богумилів, Окорськ-Малий і Дмитрівка та фільварок: Богумилів;
3. Боратин — село: Боратин та фільварок: Романівка;
4. Буяни — село: Буяни;
5. Чорний-Ліс — колонії: Чорний-Ліс і Селисько;
6. Чехівщина — колонія: Чехівщина;
7. Гать — село: Гать та фільварок: Гать;
8. Горзвин — село: Горзвин;
9. Ямки — колонія: Ямки;
10. Янівка — колонія: Янівка;
11. Юліянів — колонії: Юліянів, Чорні-Лози, Марк Мелерщина, Мечиславів Боратинський і Заболотці;
12. Каролінівка — колонії: Каролінівка і Пожарниця;
13. Кашів — село: Кашів;
14. Кургани — колонія: Кургани;
15. Літва — село: Літва;
16. Людвиків — колонії: Людвиків і Олика;
17. Людвишин — село: Людвишин;
18. Нова-Раківщина — колонії: Нова-Раківщина і Мечиславів Литовський;
19. Охотин — колонії: Охотин і Усицький-Запуст;
20. Окорськ-Малий — село: Окорськ-Малий і Квасівниця та фільварок: Квасівниця;
21. Окорськ-Великий — село: Окорськ-Великий, фільварок: Окорськ-Великий та хутір: Окорськ-Великий;
22. Прогонів — колонії: Прогонів і Маївка та фільварок: Маїівка;
23. Пугачівка — колонії: Пугачівка і Садівський-Виселок;
24. Садів — село: Садів;
25. Смолигів — село: Смолигів;
26. Шепель — село: Шепель та фільварок: Шепель;
27. Торчин — містечко: Торчин, фільварок: Торчин та хутір: Торчин;
28. Усицькі-Будки — колонія: Усицькі-Будки;
29. Усичі — село: Усичі та фільварок: Усичі;
30. Ватин — село: Ватин, фільварок: Ватин та хутір: Ватин;
31. Верхи — колонії: Нові-Верхи і Старі-Верхи;
32. Воютин — село: Воютин, фільварок: Воютин та хутір: Воютин;
33. Заболотці — село: Заболотці;
34. Запуст-Боратинський — колонія: Запуст-Боратинський;
35. Жуковець — село: Жуковець.

Після радянської анексії західноукраїнських земель ґміна ліквідована у зв'язку з утворенням Торчинського району.